# 圣梅尔拉布勒耶
圣梅尔拉布勒耶（法語：Saint-Merd-la-Breuille，法語發音：[sɛ̃ mɛʁ la bʁœj]）是法国克勒兹省的一个市镇，属于欧比松区。

## 地理
圣梅尔拉布勒耶（45°44'35"N, 2°25'50"E）面积40.19 平方千米，位于法国新阿基坦大区克勒兹省，该省份为法国中部省份，位于法國中央高原西北部，北起安德尔省和谢尔省，西接维埃纳省，南至科雷兹省，东临多姆山省，东北与阿列省接壤。
与圣梅尔拉布勒耶接壤的市镇（或旧市镇、城区）包括：埃居朗德、费镇 (科雷兹省)、拉罗克普雷费、弗拉亚、圣奥拉杜德希鲁兹、日亚、韦尔讷若勒。

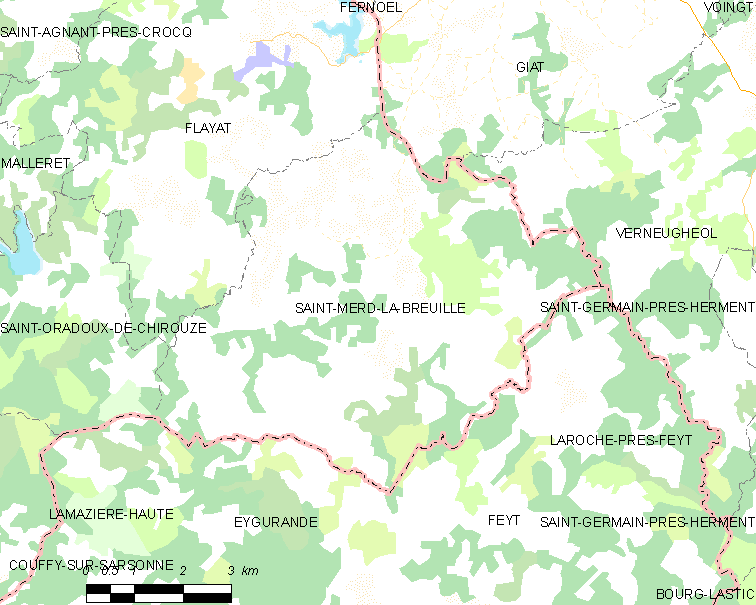
圣梅尔拉布勒耶的OSM定位图

圣梅尔拉布勒耶的时区为UTC+01:00、UTC+02:00（夏令时）。

## 行政
圣梅尔拉布勒耶的邮政编码为23100，INSEE市镇编码为23221。

## 政治
圣梅尔拉布勒耶所属的省级选区为欧藏斯县。

## 人口

1962-2008年间圣梅尔拉布勒耶人口变化图示

圣梅尔拉布勒耶于2022年1月1日时的人口数量为195人。